# Pseudotorymus sapphyrinus
Pseudotorymus sapphyrinus is een vliesvleugelig insect uit de familie Torymidae. De wetenschappelijke naam is voor het eerst geldig gepubliceerd in 1832 door Fonscolombe.